# Park Narodowy Manas
Park Narodowy Manas – park narodowy położony w północno-wschodnich Indiach, w stanie Asam, u podnóża Himalajów, nad rzeką Brahmaputra. 
Na terenie Parku zamieszkuje 55 gatunków ssaków (m.in. słonie indyjskie, arni azjatyckie, nosorożce indyjskie, jelonki błotne, świnie karłowate) i 380 gatunków ptaków (m.in. sowy nepalskie, przepiórki karłowate).
Pierwszy rezerwat na terenie dzisiejszego parku utworzono w 1928 – ochroną objęto wówczas teren około 360 km kw (obecnie powierzchnia parku wynosi 391 km kw). W 1973 na terenie Parku rozpoczęto ochronę tygrysów bengalskich. W 1985 ówczesny rezerwat przyrody został wpisany na listę światowego dziedzictwa UNESCO (razem z pobliskim Parkiem Narodowym Kaziranga. W 1990 utworzony został Park Narodowy Manas. W latach 1992–2011 UNESCO uznawało park za zagrożony ze względu na kłusownictwo oraz aktywność terrorystów.